# Eupithecia mystica
Eupithecia mystica là một loài bướm đêm trong họ Geometridae.